# Centime

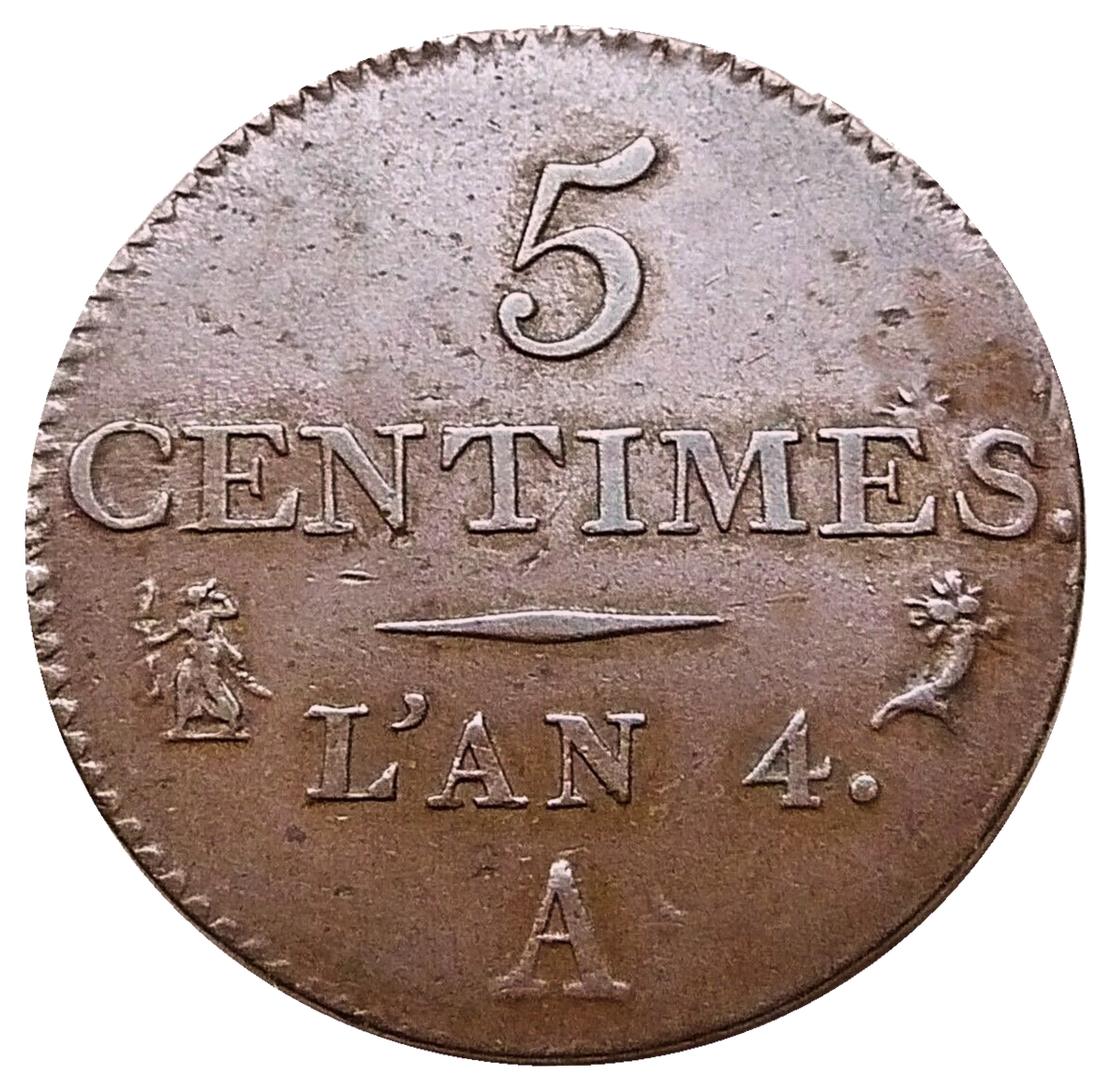
5 centimes l'an 4 (1795), première apparition du centime de franc.

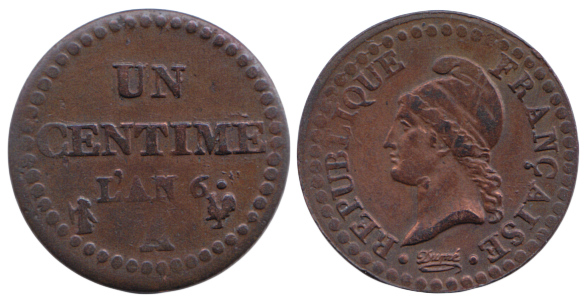
1 centime l'an 6 (1797-1798). Première République.

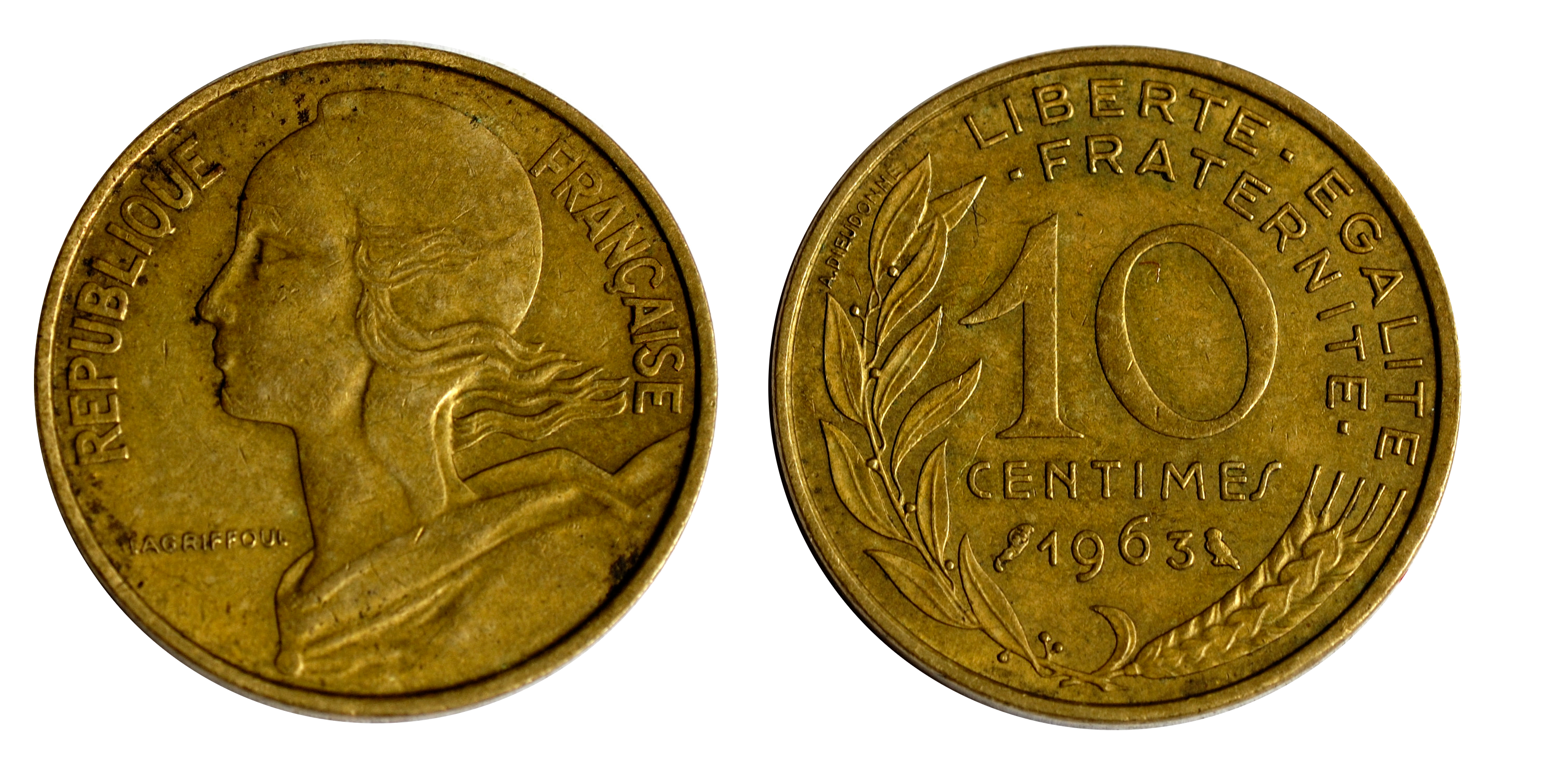
10 centimes de franc français.

Le centime est la centième fraction de certaines monnaies. Il est employé notamment pour les subdivisions de l'euro dans les régions francophones de l'Union (France, Belgique francophone), ainsi que pour celles du franc suisse, du dinar algérien, du dirham marocain, de la gourde haïtienne, du franc pacifique et du franc comorien. Il désignait aussi les subdivisions du franc français et d'autres anciennes monnaies liées au franc.
Le terme est issu du système décimal mis en place par la Convention nationale (loi du 18 germinal an III), de même que le décime, désignant la dixième fraction de la monnaie, et le millime en désignant la millième fraction. Il visait à remplacer les subdivisions non décimales des anciennes monnaies. On le retrouve dans d'autres langues sous le nom de céntimo (Espagne), centesimo (Italie) ou cent (États-Unis). Le terme cent est aussi le terme communautaire officiel pour désigner les centimes d'euro dans toute l'Union ; dans cet usage, il est toujours invariable et est prononcé comme le nombre 100 (et non à l'anglaise comme on le croit souvent).
Au Canada, 1/100 d'un dollar canadien est officiellement appelé cent en français et en anglais. Mais en pratique la version officielle française n'est presque pas utilisée au Canada, ni parlé, ni en écrit. Les termes cenne, cenne noire, sou et sou noir sont utilisés à la place de cent. Les termes Cent et Penny sont utilisés en anglais.
Pour la plupart, les monnaies de nécessité sont libellées en centimes.
D'autres monnaies donnent d'autres noms à la subdivision de la monnaie, par exemple, la subdivision du rouble s'appelle le kopeck.

## Subdivision de l'euro: cent ou centime?
Bien que eurocent soit le terme communautaire officiel pour désigner la centième partie de l'euro[réf. nécessaire], l'usage francophone lui préfère le terme de centime chaque fois qu'il ne s'agit pas de documents communautaires. En effet, comme le souligne le Conseil supérieur de la langue française de la Communauté française de Belgique dans son avis du 8 avril 1998 (transformé en recommandation en 2001) : « Le mot centime présente (…) l’avantage de réduire à néant les inconvénients qui résultent de l’homophonie et de l’homographie entre cent (adjectif numéral) et cent (nom commun désignant la centième partie de l’euro). » Il recommande donc d'utiliser le mot « centime » en lieu et place du terme « cent ». 
De même, en France, dans un avis publié au journal officiel le 2 décembre 1997, la Commission générale de terminologie et de néologie, recommande le terme « centime » comme désignation usuelle en français de la subdivision de l'euro. De plus, l'article L.111-1 du Code monétaire et financier dispose que « la monnaie de la France est l'euro. Un euro est divisé en cent centimes ».
Dans les transactions monétaires (chèques notamment), les deux appellations sont également valides. En effet, le terme « centime » mentionné en toutes lettres dans le libellé ne prête pas à confusion du moment qu'il est précédé du terme « euro(s) » ou du symbole de l'euro dans le libellé, puisqu'il mentionne sans ambiguïté la monnaie utilisée. Le terme « cent(s) » est également accepté dans les mêmes conditions, et ne peut prêter à confusion car les fractions décimales de l'euro ne peuvent atteindre le nombre 100.
Un problème peut se poser si un libellé mentionne seulement « neuf cents », car on pourrait y ajouter le terme « euros ». Aussi pour les chèques inférieurs à 1 euro, on écrira « zéro euro et neuf cents » (ou « zéro euro et neuf centimes »), en rayant l'espace laissé libre derrière le montant, conformément à l'usage (qui veut également qu'on n'écrive pas les fractions en centimes si celles-ci sont nulles, mais qu'on raye l'espace libre derrière le libellé du montant). Enfin le libellé peut aussi être indiqué en chiffres avec deux décimales obligatoires, encadrés d'astérisques et suivis du mot « euro(s) », sur les chèques imprimés.